# Contea di Spencer (Kentucky)
La contea di Spencer in inglese Spencer County è una contea dello Stato del Kentucky, negli Stati Uniti. La popolazione al censimento del 2000 era di 11 766 abitanti. Il capoluogo di contea è Taylorsville